# バディア多翼祭壇画
『バディア多翼祭壇画』（バディアたよくさいだんが、イタリア語: Polittico di Badia）は、イタリアの芸術家ジョットによる絵画で、1300年ごろに描かれた。作品は、フィレンツェのウフィツィ美術館に所蔵されている。

## 歴史
ロレンツォ・ギベルティの『コメンターリイ』やジョルジョ・ヴァザーリの『画家・彫刻家・建築家列伝』などの同時代の情報源は、バディア・フィオレンティーナ教会の高祭壇にジョットの多翼祭壇画が存在することにそれぞれ言及している。しかし、その作品は何世紀にもわたって、もはや文書には記されず、失われたと見なされていた。しかし、19世紀にはフィレンツェのサンタ・クローチェ聖堂博物館の資料館で発見され、1810年に追加された「バディア・ディ・フィレンツェ」と書かれた紙片のおかげで作品が特定されることになった。作品の制作年代は論争の的になっており、14世紀初頭からスクロヴェーニ礼拝堂でのジョットの作品以後の期間に至るまでと範囲が広い。
第二次世界大戦中の1940年、さまざまな作品を安全に避難させる過程で、ウーゴ・プロカッチは、サンタ・クローチェ聖堂から多翼祭壇画が運ばれていることに気づいた。プロカッチは、多翼祭壇画がナポレオンのフィレンツェ占領中にバディア・フィオレンティーナ教会から取り外され、誤ってサンタ・クローチェ聖堂に再設置されたと推察した。プロカッチはまた、多翼祭壇画が当時のバディア教会の祭壇の場所には大きすぎることに気づき、1628年の改修により祭壇の場所が変更されて、隠れていたフレスコ画がバディア教会に発見されたことを知った。多翼祭壇画は1958年に修復され、上塗りの層と後に加えられた上部（切妻部分を隠していた）が取り除かれた。1966年のアルノ川の洪水で損害を受けずにすんだ後、2000年に多翼祭壇画は再び修復された。

## 概要
この作品は、三角形の尖頭を持つ五点の額入りの絵画で構成されており、聖母の胸像（中央）と、左からバーリの聖ニコラウス、福音記者ヨハネ、聖ペテロ、聖ベネディクトが描かれているが、人物たちは下に記されている名前と伝統的な持物で特定化されている。
ジョットは、キアロスクーロを多用している。細部まで描かれているものとして、聖ニコラウスの豊かな衣服と司教杖、聖母の首筋をつかむ幼子イエスのジェスチャー、聖ペテロの首にかかる布などが挙げられる。同様の細部描写は、リミニにある『十字架』、および『聖痕を受ける聖フランチェスコ』においてもジョットによってなされ、『バディア多翼祭壇画』の制作年を14世紀に位置づけることにつながった。